# Zorzines funerea
Zorzines funerea là một loài bướm đêm trong họ Noctuidae.